# Sarcotheca
Sarcotheca là một chi chứa 13 loài cây bụi, cây gỗ thuộc họ Oxalidaceae. Các loài này có ở Malaysia, Indonesia và Brunei.

## Mô tả
Cây bụi hay cây gỗ. Lá không có lá kèm, gồm 1-3 lá mọc thành cụm. Hoa hai vòi nhụy dị hình. Các lá đài không đều, hợp sinh ngắn ở gốc, bên trong có lông cứng áp ép, bền (ngoại trừ ở S. diversifolia). Các cánh hoa vặn xoắn, đôi khi đẳng lập, bên trong có các nhú nhỏ ở nửa trên. Chùy hoa ở nách lá hay giả đầu cành, với một vài chùy mọc cùng nhau. Lá noãn 2 trên mỗi ngăn. Quả mọng thịt, chuyển thành màu đỏ khi khô, với các rãnh trên vách ngăn khác biệt nhiều hay ít đôi khi nhạt màu hơn và các nhú nhỏ bên trong. Hạt không có áo hạt.
Các loài trong chi này có quan hệ họ hàng rất gần và phần lớn chỉ sinh sống trong một phạm vi nhỏ; trong một vài trường hợp các liên minh loài gần nhau chiếm các khu vực thay thế loài. Với khái niệm loài rộng hơn thì một số loài có thể coi là phân loài, đáng chú ý là bộ ba S. monophylla từ Malaysia bán đảo, S. glauca ở Borneo và S. celebica ở Celebes.
Các loài trong chi này thường bị nhầm lẫn với các loài thuộc chi Rourea trong họ Connaraceae, nhưng khác với Sarcotheca ở chỗ chúng có các lá noãn rời, 2 lá noãn phụ thêm, hạt có áo hạt và quả khô, không nứt, 1 ngăn và chứa 1 hạt.

## Các loài
Plants of the World Online liệt kê 13 loài:
- Sarcotheca celebica Veldkamp, 1968: Sulawesi (Celebes).
- Sarcotheca diversifolia (Miq.) Hallier f., 1911: Sumatra và Borneo.
- Sarcotheca ferruginea Merr., 1934: Sumatra.
- Sarcotheca glabra (Ridl.) R.Knuth, 1930: Malaysia bán đảo.
- Sarcotheca glauca (Hook.f.) Hallier f., 1911: Borneo.
- Sarcotheca glomerula (King) Veldkamp, 1968: Malaysia bán đảo.
- Sarcotheca griffithii (Planch.) Hallier f., 1911: Malaysia bán đảo.
- Sarcotheca laxa (Ridl.) R.Knuth, 1930: Malaysia bán đảo.
  - S. laxa var. hirsuta
  - S. laxa var. sericea
  - S. laxa var. laxa
- Sarcotheca lunduensis Veldkamp, 2008: Borneo (Sarawak).
- Sarcotheca macrophylla Blume, 1851: Sumatra.
- Sarcotheca monophylla (Planch.) Hallier f., 1911:: Malaysia bán đảo.
- Sarcotheca ochracea Hallier f., 1916: Borneo.
- Sarcotheca rubrinervis Hallier f., 1916: Borneo.

## Sử dụng
Quả chua nhưng được sử dụng trong các món ăn như cà ri, canh rau (sayur), kẹo hoa quả (manisan) và được coi là phương thuốc chữa ho. Gỗ nhẹ, kích thước nhỏ, không bền cũng như không đủ cứng nên đôi khi được sử dụng làm gỗ mái lợp.

## Lưu ý
- Sarcotheca Turcz., 1858 là đồng nghĩa của Schinus L., 1753 thuộc họ Anacardiaceae. Cụ thể, Sarcotheca bahienis Turcz., 1858 = Schinus terebinthifolius Raddi, 1820.
- Sarcotheca Kuntze, 1891 là lỗi (sphalmate) để chỉ loài thuộc họ Acanthaceae. Cụ thể, Sarcotheca scabra Kuntze, 1891 = Ecbolium chapadanum Kuntze, 1891 = Aphelandra scabra (Vahl) Sm., 1818.